# Carlos Eduardo Dutra Oliveira
Carlos Eduardo Dutra Oliveira, noto semplicemente come Carlão (Maringá, 19 luglio 1987), è un ex calciatore brasiliano, di ruolo difensore.